# TT389
La tombe thébaine TT389 est située à El-Assasif, dans la vallée des Nobles, sur la rive ouest du Nil, en face de Louxor. 
C'est le lieu de sépulture de Basa, chambellan, prêtre de Min maire de Thèbes, durant la période saïte (XXVIe dynastie).